# Giovanni Levi
Giovanni Levi, né le 29 avril 1939 à Milan, est un historien italien, spécialiste de l'époque moderne.

## Biographie
Giovanni Levi a notamment enseigné à l'université « Ca' Foscari » de Venise, mais aussi dans de nombreuses universités européennes et américaines.
Il fait partie du groupe d'historiens qui reprennent la revue historique Quaderni Storici en 1970, entre autres avec Carlo Ginzburg, Carlo Poni et Edoardo Grendi. Il est l'un des membres fondateurs de la microhistoire (ou microstoria), dont il a développé les principes dans son ouvrage le plus célèbre, Le Pouvoir au village, histoire d'un exorciste dans le Piémont du XVIIe siècle (paru en italien en 1985). Il y prône une étude à petite échelle de la société, étudiant la vie d'un individu anodin, soit un exorciste, dans le but d'étudier la société qui l'entoure et ce que l'auteur appelle « la rationalité spécifique du monde paysan. »
Depuis, il a dirigé en collaboration avec Jean-Claude Schmitt, l'Histoire des jeunes en Occident. Leur ambition est d'abord de souligner la « spécificité de la jeunesse », catégorie considérée avant tout comme une « construction sociale et culturelle », et de proposer des problématiques nouvelles qui ne se veulent pas toujours pensées en termes de « classes d'âge » ou de « différences des sexes »  pour tenter de mieux cerner une notion encore fuyante au fil des siècles[Selon qui ?].